# SAML S.2
Le SAML S.2 est un biplan de reconnaissance de la  Première Guerre mondiale.